# Nikón (komédiaköltő)
Nikón (Kr. e. 3. század) görög komédiaköltő
Életéről mindössze annyit tudunk, hogy az attikai újkomédia költője volt. Egyetlen darabjának címe maradt fenn, ez a „Kitharodón". Athénaiosz tesz említést róla.